# ルレ・デセール
ルレ･デセール（Relais Desserts）とは、フランスで創設されたパティシエおよびショコラティエが組織する協会のこと。

## ルレ・デセールの誕生
1981年フランスにおいて、パティシエおよびショコラティエによるより良い、質の高い菓子を作るために意見交換を主な目的として設立された。
隔年二回、春と秋に会合を開き、新技術や新製法、従来技術のより良い発展などを意見交換する。

## 会員になるための資格
ルレ･デセールの会員になるためには、協会が設定している基準として、次の二点をクリアする必要がある。
1. 現役会員二名以上から推薦を受ける
2. 菓子製造に関する実習試験に合格する

会員の多くはフランス最優秀職人賞の受賞者、クープ・ド・モンド優勝者、イギリス王室御用達、など社会的に一定以上の地位と名誉が与えられているパティシエやショコラティエたちである。

## 現在の会員
Alain Roux, 
Alban Guilmet, 
André Cordel, 
Andreas Acherer, 
Arnaud Larher, 
Arnaud Marquet, 
Arthur De Rouw, 
Aurélien Trottier, 
Bernard Besse, 
Bernard Proot, 
Carles Mampel, 
Christophe Calderon, 
Christophe Roussel, 
Claire Damon, 
Dalloyau, 
Damien Moutarlier, 
Daniel Hue, 
Daniel Rebert, 
Denis Matyasy, 
Dominique Pilati, 
Eric Baumann, 
Éric Escobar, 
Éric Vergne, 
Francisco et Jacob Torreblanca, 
Franck Fresson, 
François Granger, 
François Payard, 
Frédéric Cassel, 
Frédéric et Pierre Jouvard, 
Giovanni Pina, 
Gotthard et Marco Valier, 
Heinz-Richard Heinemann, 
Hideki Kawamura, 
Iginio Massari, 
Jacques Bellanger, 
Jacques Bernard, 
Jean Phillipe Darcis, 
Jean-Michel Raynaud, 
Jean-Paul Bardet, 
Jean-Paul Hévin, 
Jean-Paul Pignol, 
Jeff Oberweis, 
Jérôme Allamigeon, 
Jérôme De Oliveira, 
Joël Baud, 
Laurent Duchêne, 
Laurent Le Daniel, 
Lionel Pelle, 
Lionel Raux, 
Luc Guillet, 
Luca Mannori, 
Lucien Moutarlier, 
Luigi Biasetto, 
Maëlig Georgelin, 
Marc Ducobu, 
Mathieu Kamm,
Michel Bannwarth, 
Michel Belin, 
Michel Pottier, 
Miguel Moreno, 
Norihiko Terai, 
Olivier Buisson, 
Pascal Dupuy, 
Pascal Lac, 
Patrick Agnellet, 
Patrick Berger, 
Patrick Gelencser, 
Paul Wittamer, 
Pierre Hermé, 
Pierre-Yves Hénaff, 
Rafael et Jordi Tugues, 
Reynald Petit, 
Roberto Rinaldini, 
Roland Zanin, 
Sadaharu Aoki, 
Sébastien Brocard, 
Taihei Oikawa, 
Thierry Gilg, 
Thierry Mulhaupt, 
Vianney Bellanger, 
Vincent Dallet, 
Vincent Guerlais, 
Volker Gmeiner, 
William Curley, 
Xavier Berger, 
Yoshinari Otsuka, 
Yukihiko Kawaguchi

### 東洋人初の会員
洋菓子というのは字の如く、和菓子とは製造技術や材料が根本的に異なるため、食文化が異なる東洋人がルレ･デセール会員になるのは2000年代になるまでなかった。東洋人初のルレ･デセール会員は杉野英実。
日本会員は現在以下の５人である。
- 寺井則彦（2005年加入）
- 及川太平（2012年加入）
- 川村英樹（2015年加入）
- 金子美明（2016年加入）
- 和泉光一（2025年加入）

## ルレ・デセールの日本セミナー
2006年はルレ･デセール25周年記念セミナーが日本で行われ、パティシエやショコラティエのパフォーマンスなどで賑わった。
詳細は外部サイトルレ･デセール協会25周年日本セミナーで見る事ができる。

## 参考サイト
- ルレ･デセール公式サイト